# Маршах Зоя Борисівна
Зоя Борисівна Маршах (22 листопада 1913, Київ — 2 лютого 1990, там само) — український режисер-документаліст. Лауреат премії імені М. В. Ломоносова АН СРСР (1971). Членкиня Спілки кінематографістів України. Нагороджена медалями.
Народилася 22 листопада 1913 року у Києві в родині службовця. 
Закінчила Київський художній технікум (1932). Працювала на студії «Київнаукфільм» художником-мультиплікатором, асистентом режисера, режисером-мультиплікатором, режисером науково-популярних фільмів.
Створила стрічки: «Зубчасті передачі» (1953), «Гідравлічний прес» (1955), «Синхронні двигуни» (1959), «Асинхронні двигуни» (1960), «Основи телебачення» (1961), «Фізичні основи ультразвуку» (1962), «Ізотопи в машинобудуванні», «Ферменти» (1964), «Телебачення» (1965), «Чарівна сітка» (1966), «Отримання металів» (1967), «Фізичні основи радіопередачі» (1968), «Приблизна теорія гіроскопа» (1970, Премія імені М. В. Ломоносова АН СРСР, 1971), «Окремі випадки розрізів та складні розрізи» (1970), «Ультразвук в металофізиці» (1971), «Квантова оптика» (1976), «Кристалізація металів» (1977), «Радіолокація» (1979), «Рух твердого тіла» (1979), «Основи теорії» (1980), «Електромашинний посилювач» (1981) та багато інших.
Померла 2 лютого 1990 року у Києві. 